# Kele Okereke
Kele Okereke (nascido Kelechukwu Rowland Okereke, em 13 de Outubro de 1981) é vocalista e guitarrista da banda inglesa de rock Bloc Party.

## Biografia
Ele e Russell Lissack formaram a Bloc Party (anteriormente chamada Superheroes of BMX, The Angel Range, Diet e Union) e depois recrutaram Gordon Moakes e Matt Tong, respectivamente no baixo e bateria. Ele conheceu Lissack em 1998 em Essex, onde Lissack foi criado e Okereke estudou. Depois de se encontrarem novamente no Reading Festival de 1999, eles formaram a banda Union. Em 2003 eles mudaram o nome para Bloc Party.
Como compositor, a abordagem de Okereke é algo inconvencional. Suas letras estão mais de acordo com outro vocalista muito reservado e misterioso, Michael Stipe da banda REM. Ambos evitam expressão direta dos seus sentimentos e opiniões, preferindo falar por meio de um véu de ilusão e imagem enigmática. Helicopter, por exemplo é uma música que alguns acreditam ser digirida a George W. Bush e à guerra no Iraque. Trechos das letras: "De norte a sul, vazio, prosseguindo o desafio... Ele vai salvar o mundo, Assim como seu pai... (os mesmos erros), Algumas coisas nunca serão diferentes... Você está esperando por um milagre?" Em resposta a este assunto, Okereke disse em uma entrevista, "Helicopter não é sobre Bush; é uma música sobre acordar e perceber certas coisas. Eu espero que o que as pessoas compreenderam da música não tenha sido uma crítica sobre o estilo de vida norte-americano. Fiquei realmente preocupado quando comecei a ler nossas mensagens; havia um americano que tinha lido as letras de Helicopter e havia chegado à conclusão de que nós estávamos defendendo que o estilo europeu é o ideal. Mas não foi absolutamente nada disso. Europeus têm seus próprios problemas. Eu tenho sido pessoalmente atacado por crescer na Europa; tenho assuntos sobre coisas serem bagunçadas e dizer o que eu realmente sinto."
Além disso, Okereke criticou Green Day na NME por "levar este sentimento público de anti-americanismo entre os adolescentes de todo o mundo." Ele disse mais tarde que isso "só parece ser o mais vazio dos discursos, e isso é algo que estamos sempre conscientes de tentar evitar." Em relação a estes fãs de Green Day ele disse que "ser confrontado pelo modo como adolescentes ocidentais são bobos e mesquinhos" o deixavam com raiva. Para mudar isso, ele disse que "estava tentando arranjar uma alternativa, ao tentar oferecer um oásis aos jovens desfavorecidos, ao fazer algo diferente enquanto banda."
Em 2004 ele colaborou com The Chemical Brothers, cantando na faixa Believe do álbum deles Push the Button.

## Vida pessoal
É publicamente homossexual.
Okereke é tímido e reservado, considerado por ser mais preocupado com sua música do que com sua imagem na imprensa. Ele é notoriamente difícil de se entrevistar, como vários jornalistas já descobriram. "Por que é importante saber o que eu tomei no café da manhã?" ele questionou a revista Skyscraper no início de 2005. "Ou com quem eu fui pra cama? Ou quais tênis eu estou vestindo? Se é relevante entender minha música, então que seja. Mas se é para simplesmente satisfazer a obsessão da imprensa com celebridades, então não, obrigado. Eu não quero jogar esse jogo." O foco de uma entrevista com a NME em julho de 2005 teve absolutamente a ver com a sua aversão por entrevistas. Nela ele sugeriu que a imprensa dava ênfase deliberada em conflitos entre bandas e que não queria ser envolvido em tal tipo de publicidade, dizendo que "rixas públicas entre bandas é completamente sem sentido." Ele concluiu que não tem "nenhuma fé" em entrevistas desde que cada entrevista dele que ele leu "distorceu e manipulou" o que ele disse.

## Discografia
A solo
- The Boxer (2010)